# Tatjana Dronina
Tatjana Nikolajevna Dronina (ryska: Татьяна Николаевна Дронина;) född 16 november 1978 i Balasjicha i Moskvaregionen, är en inte längre aktiv rysk handbollsspelare, världsmästare 2009.

## Klubbkarriär
Dronina började spela handboll vid 13 års ålder och spelade i Veznjaki framtill 1999. Hon flyttade sedan till  ryska toppklubben GK Dynamo Volgograd, med vilken hon vann det ryska mästerskapet 2000 och 2001. Efter att ha slutat tvåa med Volgograd säsongen 2001–2002 gick hon till ligakonkurrenten GK Rostov-Don. Tre år senare flyttade hon till Zvezda Zvenigorod. Dronina spelade för Zvesda till 2006 och tog sedan en paus för att föda barn. Dronina spelade sedan för  ryska GK-53 Moskva från sommaren 2008. Vid årsskiftet 2008–2009 återvände hon till Zvezda Zvenigorod. Sommaren 2010 flyttade hon till ligakonkurrenten GK Lada. Sedan skrev hon  åter på för Zvezda Zvenigorod. Dronina flyttade slutligen till GK Kuban Krasnodar. Där avslutade hon sin karriär 2013.

## Landslagskarriär
Dronina spelade för Rysslands damlandslag i handboll från 2005. Hennes största merit fick hon i VM 2009 då hon var med och vann VM-titeln.